# Карбен (місто)
Карбен (нім. Karben) — місто в Німеччині, знаходиться в землі Гессен. Підпорядковується адміністративному округу Дармштадт. Входить до складу району Веттерау.
Площа — 43,94 км2. Населення становить 22 562 ос. (станом на 31 грудня 2020).